# Pentaacetyl-β-D-glucose
Pentaacetyl-β-D-glucose ist eine chemische Verbindung, die sich von der Glucose ableitet. Sie ist als Zwischenprodukt in der organischen Synthese von Bedeutung.

## Gewinnung und Darstellung
Emil Fischer synthetisierte erstmals 1916 die Pentaacetyl-β-D-glucose. Das Edukt in seiner Synthese ist wasserfreie Glucose. Diese wird in Acetanhydrid (Lösungsmittel und Reagenz) zusammen mit Natriumacetat 2,5 Stunden auf 100 °C erwärmt. Die Stereoselektivität dieser Synthese ergibt sich durch eben jenes zugefügte Acetatsalz. Es bewirkt in situ die Epimerisierung der eigentlich unter gleichen Bedingungen gebildeten Pentaacetyl-α-D-glucose (vgl. Nachbargruppenbeteiligung). Die Produktmischung wird wässrig aufgearbeitet um restliches Acetanhydrid zu hydrolysieren. Das Produkt fällt dabei aus und kann abfiltriert und aus Ethanol umkristallisiert werden. Fischer erhielt so das Produkt mit 74 % Ausbeute.